# سیارک ۱۱۱۹۴
سیارک ۱۱۱۹۴ (به انگلیسی: 11194 Mirna، نامگذاری:1998YE) یازده هزار و صد و نود و چهارمین سیارک کشف شده‌است که در ۱۶ دسامبر ۱۹۹۸ کشف شد.